# Loupež na Baker Street

Ilustrace znázorňující vykopaný tunel.

Baker Street robbery je jednou z největších bankovních loupeží v historii Británie. Odehrála se v Lloyds Bank na rohu Baker Street a Marylebone Road v Londýně v noci 11. září 1971. Pachatelé vykopali podzemní tunel, který spojoval místnost s bezpečnostními schránkami a sklepení nedaleké prodejny, kterou si za tímto účelem pronajali. Byl odcizen majetek v hodnotě 500 000 až 3 milionů tehdejších liber. Čin byl inspirován povídkou o Sherlocku Holmesovi Spolek ryšavců. O choulostivém obsahu některých vyloupených schránek kolují domněnky.

## Loupež

### Příprava
Loupež naplánoval Anthony Gavin, který se inspiroval povídkou o Sherlocku Holmesovi s názvem Spolek ryšavců, kde se pachatel chystá vyloupit banku skrz podzemní tunel. Gavin byl kariérním kriminálníkem a v minulosti prošel vojenským výcvikem v britské armádě.
Mezi komplici byl mimo jiné Reginald Tucker, který měl do té doby čistý trestní rejstřík, což mu umožnilo si u Lloyds Bank otevřít účet, pronajal si také jednu z bezpečnostních schránek v pobočce na Baker Street. Díky tomu tak mohl místnost dobře zmapovat, k čemuž mu posloužil mimo jiné jeho deštník.
V květnu 1971 si pronajali prostor se sklepem, ve kterém bývala dříve prodejna s koženými výrobky a který od banky dělilo pouze asi 12 metrů. Smlouvu o pronájmu podepsal Gavinův společník Benjamin Wolfe.
Kvůli práci na silnici byl v bance dočasně vypnut alarm detekující otřesy, o této okolnosti byl gang informován.
Zločinci vykopali tunel spojující sklepení pronajaté prodejny a podzemní místnost s bankovními schránkami. Stavba trvala několik týdnů a práce na ní probíhala jen o víkendech, aby je nikdo neslyšel.

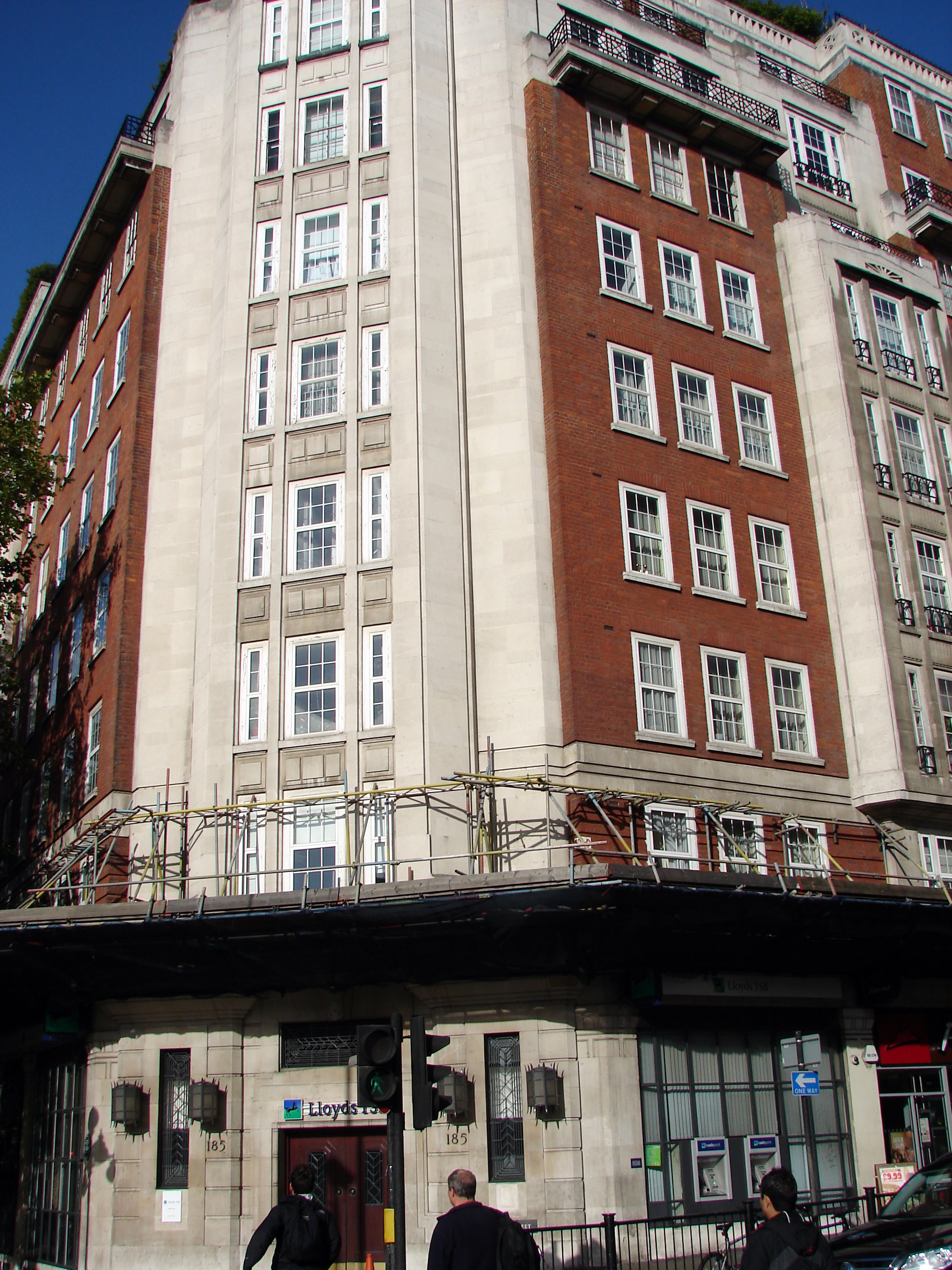
Pobočka Lloyds Bank na Baker Street.

### Průběh
Samotná loupež započala v pátek 10. září v noci, banka měla na víkend zavřeno. Po neúspěšné snaze proniknout do banky skrz podlahu pomocí heveru a tepelné řezačky se dovnitř dostali pomocí výbušniny.
Jeden z členů gangu byl celou dobu na střeše poblíž a monitoroval situaci v okolí, s ostatními se dorozumíval pomocí vysílačky. Jejich signál však zachytil radioamatér Robert Rowlands zrovna ve chvíli, kdy se probourali do místnosti se schránkami a promýšleli další postup.
V sobotu 11. září okolo 23 hodin oznámil Rowlands podezřelou konverzaci místní policii, ta ho však nebrala příliš vážně, doporučila mu ale konverzaci nahrát. Okolo 2 hodin ráno pak Rowlands s nahrávkami konfrontoval přímo Scotland Yard. Policie pak zkontrolovala všechny banky v blízkém okolí, navštívila dokonce i pobočku na Baker Street, ale protože nenašla žádné známky vloupaní z vnějšku, nepojala žádné podezření.
Asi po 30 hodinách se dali pachatelé na útěk, ze zabezpečených schránek ukradli majetek v odhadované hodnotě 500 000 až 3 milionů tehdejších liber. Na zdi byl nalezen nápis: „Uvidíme, jak si Sherlock Holmes poradí s tímhle“.

### Dopadení
V pondělí ráno objevili zaměstnanci banky stopy po vloupání a bylo vyhlášeno policejní pátrání. Policie vyslechla Benjamina Wolfea, na jehož jméno byla podepsána nájemní smlouva, záhy ho ale propustila. Asi o měsíc později ho ale spolu s Gavinem, Tuckerem a Thomasem Stephensenem opět zatkla. V roce 1973 byli odsouzeni na 12 let vězení, Wolfe dostal pouze 8 let. Ostatní komplice však policie nedopadla a dokázalo se nalézt jen asi 200 000 liber.

## Spekulace
Kolem loupeže existuje několik spekulací. Týkají se obsahu, který měl být ve vykradených schránkách údajně nalezen. Mělo se jednat napřiklad o intimní fotografie princezny Margaret či o fotografie konzervativniho člena vlády zneužívajícího děti.
Ačkoliv se jednalo o významnou loupež, po 3 dnech téměř zmizela ze zpravodajství. Toto bylo přisuzováno vyhlášení tzv. D-Notice, což je vládní opatření žádající média, aby nezveřejňovala některé informace, které by mohly ohrozit bezpečnost státu.
Dokumenty týkající se loupeže jsou uloženy v britském Národním archivu a k jejich zveřejnění má dojít až v roce 2071.

## Film
V roce 2008 měl premiéru film Čistá práce inspirovaný touto loupeží.